# Michel Gauquelin
Michel Gauquelin (* 13. November 1928; † 20. Mai 1991 in Frankreich) war ein Psychologe und Statistiker. Zusammen mit seiner ersten Frau Françoise Schneider-Gauquelin versuchte er, die Astrologie statistisch zu belegen.
Nach dem Studium der Psychologie und der Statistik an der Sorbonne widmete er sich dem Bemühen, die Validität von Grundsätzen der Astrologie zu demonstrieren.  Als erstes Ergebnis von Gauquelins Arbeit erschien 1951 Der Einfluß der Sterne, worin er die Arbeit seiner Vorgänger in statistischer Astrologie, Paul Choisnard und Karl Ernst Krafft, analysierte. Gauquelin schlussfolgerte daraus, dass bei beruflich erfolgreichen Persönlichkeiten die Position bestimmter Planeten im Horoskop eine Verteilung hatte, die nicht zufällig war. Gauqelin gab an, in seinen Studien statistisch auffällige Häufungen der Stellungen von Mars bei Sportlern, ähnliche Häufungen mit Jupiter für Schauspieler und mit Saturn für Wissenschaftler gefunden zu haben. Allerdings bestätigten seine Analysen von mehr als 500.000 Geburtsdaten auch, dass für die meisten in Horoskopen erfassten Elemente keinerlei statistische Hinweise auf die ihnen zugeschriebene Wirkung feststellen ließen. Die von Gauquelin „Mars-Effekt“ genannte Häufung bei bestimmten Konstellationen in Bezug auf herausragende Persönlichkeiten ließ sich nur für 0,006 % der Daten und ausgewählte Konstellationen nachweisen. Später wurde festgestellt, dass der Effekt wahrscheinlich durch falsche Angaben von Eltern zu den Geburtsdaten ihrer Kinder zu erklären ist.
Gegen Ende seines Lebens schlug er vor, die Astrologen sollten die Mehrheit ihrer Traditionen beiseitestellen und ein reformiertes System der Astrologie erschaffen, die auf dem Fundament basiert, nur nachweislich statistisch korrekt und überprüfbare Ergebnisse darzustellen. Er nannte dies Neo-Astrologie, was auch der Titel seines letzten Buches ist, in dem er seine vorangegangenen statistischen Studien zusammenfasste. Es wird oft von Astrologen als Argument zugunsten der Astrologie zitiert.
Seine Frau Françoise Schneider-Gauquelin (1929–2007) und er trennten sich 1982. In diesem Jahr begann sie ihre Zeitschrift Astro-Psychological Problems, die bis 1995 erschien.

## Werke
- Michel Gauquelin Die Uhren des Kosmos gehen anders, Scherz Verlag (1. Januar 1973)
- Michel Gauquelin Kosmische Einflüsse auf menschliches Verhalten, Januar 1983, Hermann Bauer Verlag, ISBN 3-7626-0606-4
- Michel Gauquelin Die Wahrheit der Astrologie, Aurum Verlag, (1. Januar 1987), ISBN 3-591-08243-0
- Michel Gauquelin ABC der Charakterkunde. Eine lebensnahe Einführung in praktische Psychologie und Charakterkunde, 1990, Gondrom Verlag (1. Januar 1990)
- Michel Gauquelin Planetare Einflüsse auf Persönlichkeit und Lebensweg, Hermann Bauer Verlag (Juli 1996), ISBN 3-7626-0630-7
- Michel Gauquelin The Scientific Basis of Astrology. Stein and Day Publishers. New York, 1969. Paperback version: Natl Book Network, 1970 ISBN 0-8128-1350-2.
- Michel Gauquelin Neo-Astrology : A Copernican Revolution. Arkana, Penguin Group. London, 1991 ISBN 0-14-019318-9